# Alaotra-Mangoro
 (décembre 2023).
Si vous disposez d'ouvrages ou d'articles de référence ou si vous connaissez des sites web de qualité traitant du thème abordé ici, merci de compléter l'article en donnant les références utiles à sa vérifiabilité et en les liant à la section « Notes et références ».

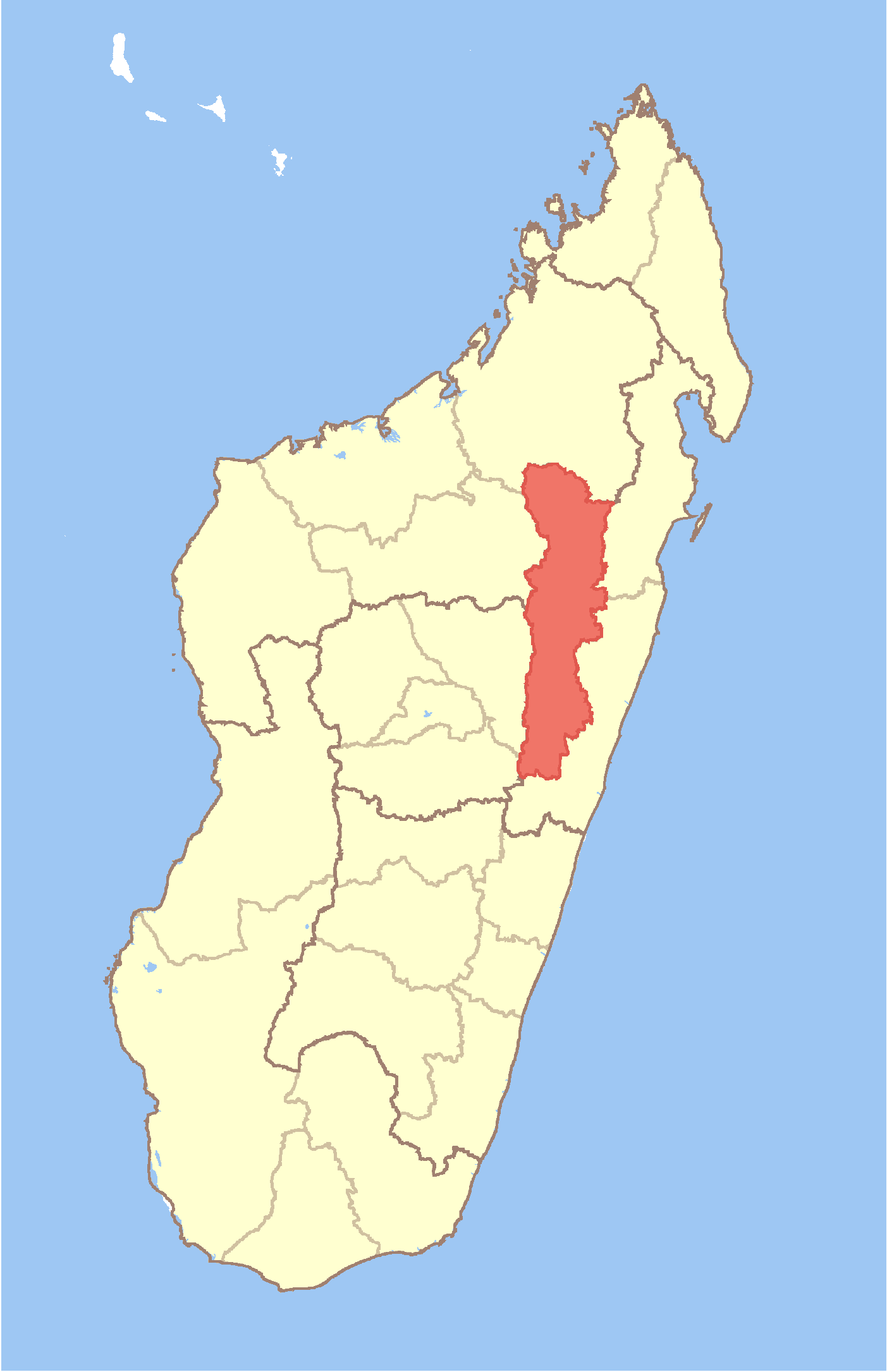
Localisation de la région d'Alaotra-Mangoro à Madagascar.

Alaotra-Mangoro est une des vingt-trois régions de Madagascar. Elle est située dans la Province de Tamatave. Son chef-lieu est Ambatondrazaka.

## Nom
Le nom de la région fait référence au lac Alaotra et au fleuve Mangoro qui se trouvent sur son territoire.

## Géographie
Localisée dans la partie nord-est du pays, mais non littorale, la région d'Alaotra-Mangoro a une superficie de 31 948 km2 et compte environ 1 112 550 habitants, en 2008.

## Administration
La région est divisée en 5 districts et 79 communes:
- District d'Ambatondrazaka
- District d'Amparafaravola
- District d'Andilamena
- District d'Anosibe An'ala
- District de Moramanga

## Aires protégées
- Parc national d'Andasibe-Mantadia
- Réserve spéciale d'Analamazoatra
- Parc national de Zahamena[2]